# آزمایش (فیلم ۱۹۲۲)
آزمایش (انگلیسی: The Experiment) فیلمی در ژانر درام است که در سال ۱۹۲۲ منتشر شد. از بازیگران آن می‌توان به اولین برنت اشاره کرد.